# Dolné Lefantovce
Dolné Lefantovce jsou obec na Slovensku, v okrese Nitra v Nitranském kraji. Žije zde 702 obyvatel.

## Poloha
Obec se nachází na severozápadním úbočí Tribečského pohoří v levostranní nivě řeky Nitry na náplavovém kuželu jejího levostranného přítoku. Území říční roviny a úpatí pahorkatiny je tvořeno třetihorními usazeninami a krystalickými horninami, které jsou pokryté spraší a říčními usazeninami. Nadmořská výška se pohybuje v rozmezí 148 až 293 m, střed obce je ve výšce 157 m n. m. Území obce je převážně odlesněné.
Vesnicí prochází silnice II/593.

## Historie
První písemná zmínka o obci pochází z roku 1113, kdy je nazývána Elefant. V Zoborských listinách je obec jmenována mezi majetkem, který uherský král Koloman potvrdil benediktinskému Zoborskému klášteru. Později obec náležela pod panství Elephantyů, následně  Bartakovichovcům, Forgáchovcům, Pongráczovcům a dalším, v 19. století Gyulaiovcům. V roce 1881 byla obec začleněny pod administrativu Nitranské župy, před rokem 1960 náležela pod okres Nitra v kraji Nitra a po roce 1960 pod okres Nitra, kraj Západoslovenský.
Obec se několikrát spojovala a rozdělovala s Horními Lefantovicemi. K poslednímu rozdělení doško v roce 2003.
V roce 1421 obec získala trhové právo. Hlavní obživou bylo zemědělství. V roce 1952 bylo založené JRD.

## Pamětihodnosti
V obci se nachází gotický římskokatolický kostel Narození Panny Marie z roku 1380, který byl přestavěn v roce 1801 a 1857. V kostele se nachází na hlavním oltáři obraz Narození Panny Marie z 19. století od J. Zanussiho a gotická křtitelnice.
Obec patří pod římskokatolickou farnost svatého Martina v Horních Lefantovicích.